# Драга-при-Синєм Врху
Драга-при-Синєм Врху (словен. Draga pri Sinjem Vrhu) — поселення в общині Чрномель, Південно-Східна Словенія, Словенія. Висота над рівнем моря: 242,8 м.